# Archidiocèse de Hambourg
L'archidiocèse de Hambourg (en latin : archidioecesis Hamburgensis ; en allemand : Erzbistum Hamburg) est une église particulière de l'Église catholique en Allemagne. Son siège est la cathédrale Sainte-Marie de Hambourg.
Il a succédé, le 24 octobre 1994, à l'administration apostolique de Schwerin (it).
Stefan Heße est le titulaire du siège de Hambourg depuis le 26 janvier 2015

## Territoire
L'archidiocèse de Hambourg couvre Hambourg, le Schleswig-Holstein ainsi que la partie mecklembourgeoise du Mecklembourg-Poméranie antérieure.

## Suffragants et province ecclésiastique
Siège métropolitain, l'archidiocèse de Hambourg a pour suffragants les diocèses de Hildesheim et d'Osnabrück. L'ensemble forme la province ecclésiastique de Hambourg.

## Histoire
En 831, le pape Grégoire IV nomme comme premier archevêque de Hambourg le bénédictin Anschaire. Après la conquête de Hambourg par les Vikings en 845, l'archidiocèse est uni in persona episcopi au diocèse de Brême, fondé depuis 787 comme diocèse suffragant de l'archidiocèse de Cologne.
De 948 à 1050, le territoire de l'archidiocèse est réduit : en 948, pour l'érection des diocèses de Århus, Ribe et de Schleswig ; en 952, pour celle du diocèse d'Oldenbourg ; en 988, pour celle du diocèse d'Odense ; en 988, pour celle du diocèse de Meclembourg ; et, en 1050, pour celle du diocèse de Ratzebourg.
À partir de 1072, le siège de l'archidiocèse est transféré de Hambourg à Brême, qui du coup est élevé au rang d'archidiocèse. À Hambourg demeure un chapitre doté de pouvoirs particuliers (qui lui permettent par exemple de construire la Mariendom (en)).
En 1080, le territoire de l'archidiocèse de Hambourg-Brême est réduit pour l'érection du diocèse de Fær Øer.
En 1104, l'archidiocèse de Lund est élevé au rang d'archidiocèse métropolitain, et lui sont rattachés comme suffragants tous les diocèses de Scandinavie et du Danemark, précédemment suffragants de Hambourg.
Le 25 septembre 1188, par le bref Ex iniuncto nobis du pape Clément III, quatre diocèses suffragants sont assignés à Brême : Lübeck (de), Ratzeburg (de), Schwerin (de) et Schleswig (de).
La Réforme protestante et les accords de Westphalie provoquèrent la suspension du diocèse de Brême et la dissolution du chapitre de Hambourg. Le dernier évêque catholique de Brême Georges de Braunschveig-Lüneburg meurt en 1566 sans être remplacé.
En 1667, est cependant érigé le vicariat apostolique des Missions Nordiques avec pour siège Brême : son territoire, à la fin du XVIIe siècle, comprend une toute l'Allemagne du Nord, majoritairement protestante, mais aussi la Silésie, le Danemark et la Scandinavie. Au XVIIIe siècle, ce territoire se réduit par l'érection du vicariat apostolique de Saxonie, cependant supprimé en 1780, et du vicariat apostolique de Suède, érigé le 23 septembre 1783. 
Le 16 août 1821, la bulle Provida solersque du pape Pie VII lui enlève encore du territoire au profit du nouveau diocèse d'Osnabrück, du diocèse de Paderborn et de celui de Wrocław (Breslau).
Le pape Grégoire XVI établit à Hambourg le siège du vicariat apostolique par le bref Ex pastoralis du 17 septembre 1839.
Le 7 août 1868, on lui enlève encore du territoire au profit de la nouvelle préfecture apostolique du Danemark (aujourd'hui correspondant au diocèse de Copenhague) et de la mission sui iuris de Norvège (aujourd'hui diocèse d'Oslo) et il prend le nom de vicariat apostolique d'Allemagne septentrionale. 
Enfin, le 13 août 1930, le vicariat apostolique est supprimé par la bulle Pastoralis officii du pape Pie XI, au profit du diocèse d'Osnabrück et de l'archidiocèse de Paderborn.
À la suite de la réunification de l'Allemagne, le Saint-Siège a réorganisé la répartition des diocèses de la partie septentrionale de l'Allemagne : le 24 octobre 1994, la bulle Omnium Christifidelium du pape Jean-Paul II érige l'archidiocèse de Hambourg à partir des territoires de l'administration apostolique de Schwerin et des diocèses de Hildesheim et d'Osnabrück, qui deviennent par là diocèses suffragants de Hambourg.

## Cathédrales
La cathédrale Sainte-Marie de Hambourg, dédiée à sainte Marie, est la cathédrale de l'archidiocèse.
La prévôtale Sainte-Anne de Schwerin, dédiée à sainte Anne, est la cocathédrale de l'archidiocèse.

## Source
- (it) Cet article est partiellement ou en totalité issu de l’article de Wikipédia en italien intitulé « Arcidiocesi di Amburgo » (voir la liste des auteurs).